# Список мов Індії

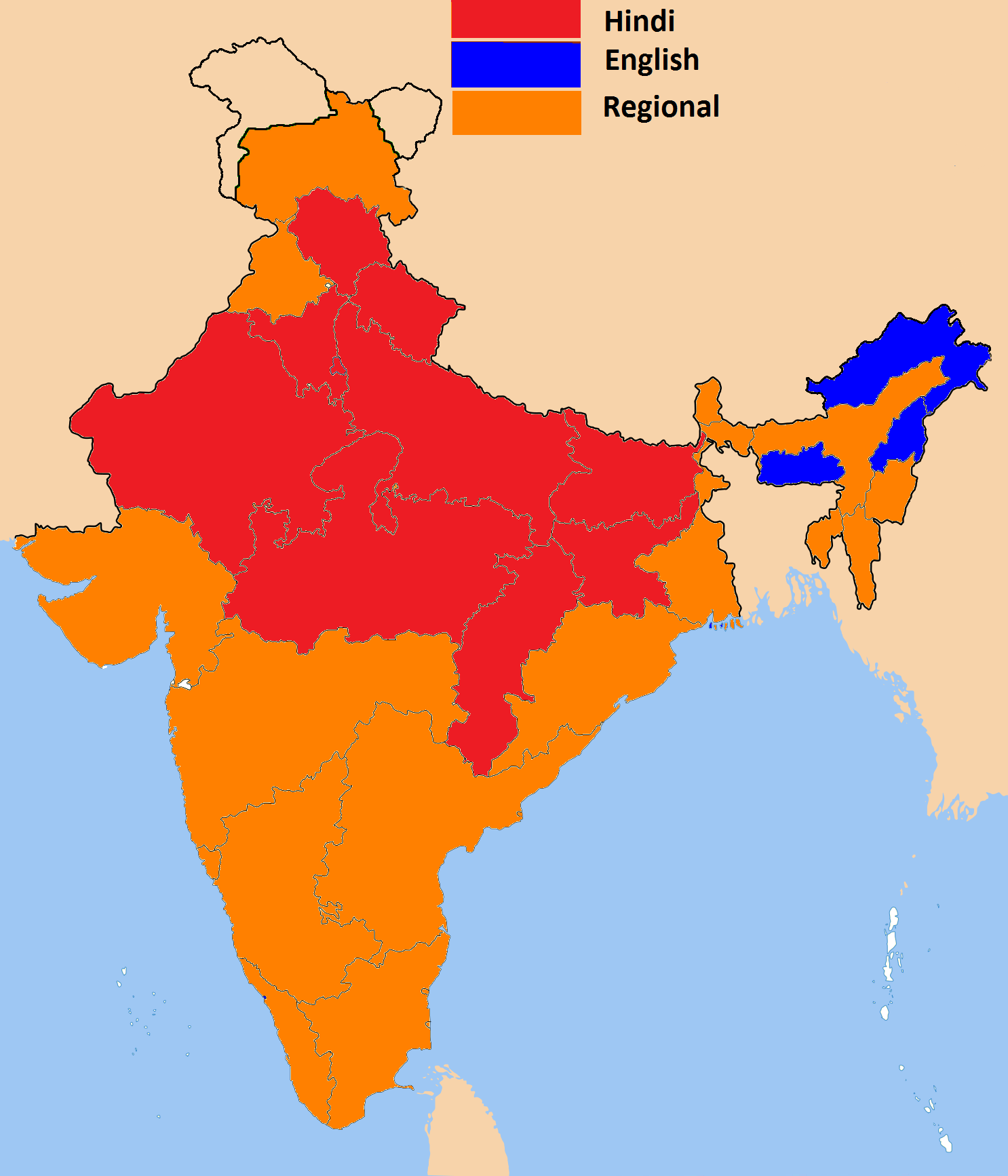
Індійські штати з гінді, англійською та регіональними мовами в якості офіційних державних мов

В Індії розмовляють 447 різними мовами, 2 тисячами діалектів. У Конституції Індії обумовлено, що гінді та англійська є двома мовами роботи національного уряду, тобто державними мовами. Крім того представлений офіційний список із 22 мов (scheduled languages), які можуть використовуватися урядами індійських штатів для різних адміністративних цілей.
Було заплановано, що в 1965 році англійська мова позбудеться статусу державної і буде називатися «додатковою державною мовою» до тих пір, поки не закінчиться повномасштабний перехід на гінді. Однак у зв'язку з протестами деяких штатів, у яких гінді не набув поширення, була збережена ситуація, коли дві мови є державними. Через швидку індустріалізацію і багатонаціональний вплив в економіці англійська мова продовжує залишатися популярним і впливовим засобом зв'язку в державному управлінні та бізнесі.

## Державні мови
1. гінді
2. англійська

## Офіційно визнані мови

### Національні мови
Відносяться до п'яти мовних сімей:
- Індоєвропейські мови:
  - індоарійські мови:
    - ассамська (Ассам)
    - бенгальська (Західна Бенгалія, Трипура)
    - гінді (Уттар-Прадеш, Мадх'я-Прадеш, Чхаттісґарх, Делі, Уттаракханд, Хар'яна, Гімачал-Прадеш, Чандігарх, Біхар, Джхаркханд, Раджастхан, Андаманські і Нікобарські острови)
    - гуджараті (Гуджарат, Даман і Діу, Дадра і Нагар-Хавелі)
    - догрі (Джамму та Кашмір)
    - кашмірська (Джамму та Кашмір)
    - конкані (Гоа)
    - майтхілі (Біхар, Джхаркханд)
    - маратхі (Махараштра, Гоа, Даман і Діу)
    - непальська (Сіккім)
    - одія (Одіша)
    - пенджабська (Пенджаб, Хар'яна, Гімачал-Прадеш, Чандігарх)
    - санскрит (Уттаракханд)
    - синдхі
    - урду (Джамму та Кашмір)
- Дравідійські мови:
  - каннада (Карнатака)
  - малаялам (Керала, Лакшадвіп, Пудучеррі)
  - тамільська (Тамілнад, Пудучеррі)
  - телугу (Андхра-Прадеш, Пудучеррі)
- Тибето-бірманські мови:
  - бодо (Ассам)
  - маніпурі (Маніпур)
- Австроазійські мови:
  - мови мунда:
    - санталі (Біхар, Джхаркханд, Одіша, Західна Бенгалія)

### Штати і союзні території

#### Штати
| No. | Штат             | Офіційна мова                     | Інші офіційно визнані мови |
| --- | ---------------- | --------------------------------- | -------------------------- |
| 1.  | Андхра-Прадеш    | телугу                            | урду                       |
| 2.  | Аруначал-Прадеш  | англійська                        | немає                      |
| 3.  | Ассам            | ассамська                         | бенгальська, бодо          |
| 4.  | Біхар            | майтхілі, гінді                   | урду                       |
| 5.  | Чхаттісґарх      | чхаттісґархі, гінді               | немає                      |
| 6.  | Гоа              | конкані                           |                            |
| 7.  | Гуджарат         | гуджараті, гінді                  |                            |
| 8.  | Хар'яна          | гінді                             | панджабі                   |
| 9.  | Гімачал-Прадеш   | гінді                             | немає                      |
| 10. | Джамму та Кашмір | урду                              | немає                      |
| 11. | Джхаркханд       | гінді, санталі                    | немає                      |
| 12. | Карнатака        | каннада                           | немає                      |
| 13. | Керала           | малаялам, англійська              |                            |
| 14. | Мадх'я-Прадеш    | гінді                             |                            |
| 15. | Махараштра       | маратхі                           |                            |
| 16. | Маніпур          | мейтей (маніпурі)                 | немає                      |
| 17. | Меґхалая         | англійська                        | кхасі, гаро,               |
| 18. | Мізорам          | мізо                              | немає                      |
| 19. | Нагаленд         | англійська                        | немає                      |
| 20. | Орісса           | орія,                             | немає                      |
| 21. | Пенджаб          | панджабі                          | немає                      |
| 22. | Раджастхан       | гінді                             | раджастхані                |
| 23. | Сіккім           | непалі                            | немає                      |
| 24. | Тамілнад         | тамільська                        | немає                      |
| 25. | Трипура          | бенгальська, кокборок, англійська | немає                      |
| 26  | Уттаракханд      | англійська, гінді                 | урду, санскрит             |
| 27. | Уттар-Прадеш     | гінді                             | урду                       |
| 28. | Західна Бенгалія | бенгальська, англійська           | непальська                 |

#### Союзні території
| No. | Союзна територія                  | Офіційна мова                        | Інші визнані офіційні мови |
| --- | --------------------------------- | ------------------------------------ | -------------------------- |
| 1.  | Андаманські і Нікобарські острови | гінді, англійська                    |                            |
| 2.  | Чандігарх                         | пенджабська, гінді, англійська       |                            |
| 3.  | Дадра і Нагар-Хавелі              | маратхі, гуджараті                   |                            |
| 4.  | Даман і Діу                       | гуджараті, англійська                | маратхі                    |
| 5.  | Делі                              | гінді, англійська                    | урду, пенджабська          |
| 6.  | Лакшадвіп                         | малаялам                             |                            |
| 7.  | Пудучеррі                         | французька, тамільська та англійська | малаялам, телугу           |

## Інші популярні мови
Не мають офіційного статусу національних мов, але кількість, які володіють мовою, понад 5 мільйонів. Деякі з них визнані штатами як мови, але не визнані урядом Індії.

### МовиБіхару(кріммайтхілі)
1. бходжпурі (Біхар, Уттар-Прадеш)
2. маґадгі (Біхар)
3. ангіка (Біхар, Джхаркханд)

### МовиРаджастхану
1. марварі (часто вважається діалектом гінді)
2. меварі (часто вважається діалектом гінді)

### Мови смуги гінді
1. авадхі (часто вважається діалектом гінді)
2. бунделі (часто вважається діалектом гінді)
3. багхелі (часто вважається діалектом гінді)
4. канауджі (часто вважається діалектом гінді)
5. хар'янві (часто вважається діалектом гінді)
6. гіндустані (суміш урду й гінді)
7. чхаттісґархі (часто вважається діалектом гінді)
8. гінгліш (суміш англійської та гінді)

### Інші мови
1. бхілі
2. ґонді
3. кодава
4. кутчі
5. тулу
6. дівехі

## Нечисленні мови, що не належать до вищенаведених груп
- Андаманські мови
- Нігалі
- Кусунда
- Нікобарські мови
- Шомпенські мови
- Тибетська мова, якою говорять в основному тибетські ченці, що втекли на територію Індії після захоплення Тибету Китаєм і проживають на території штату Гімачал-Прадеш.